# Florent Balmont
Florent Balmont (Sainte-Foy-lès-Lyon, 2 de fevereiro de 1980) é um futebolista profissional francês que atua como meia. Atualmente, joga no Dijon.

## Carreira
Florent Balmont começou a carreira no Lyon.